# سهوب الماموث

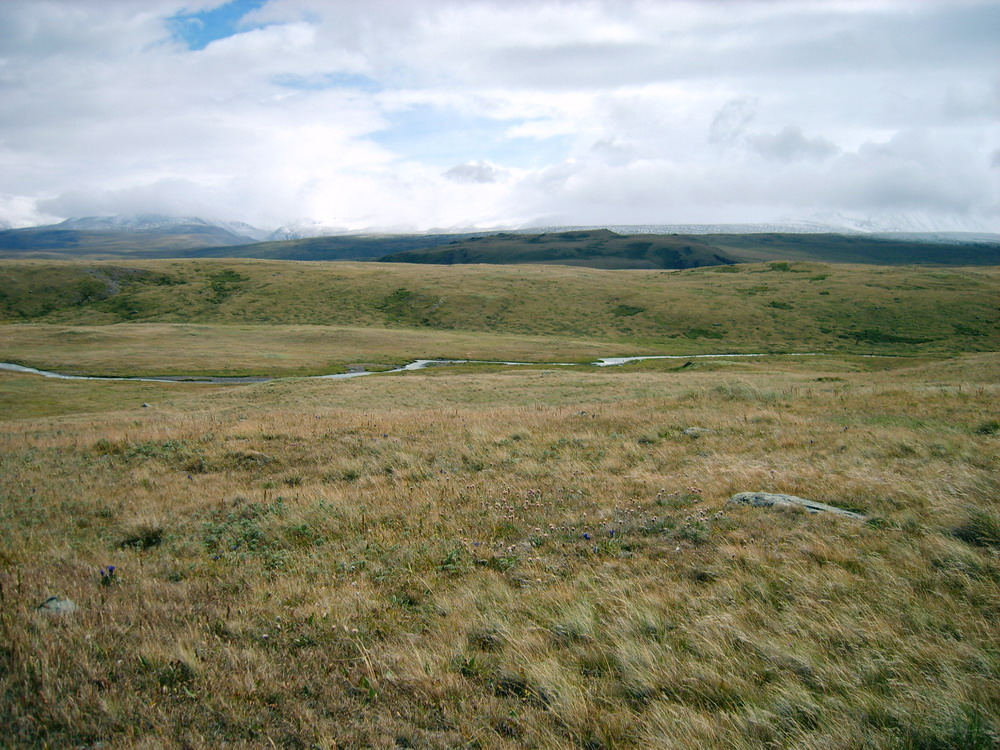
أوكوك بلاتو، واحدة من آخر بقايا سهوب الماموث

سهوب الماموث أو سهب الماموث (بالإنجليزية: Mammoth steppe)‏ هي سهب عملاقة تمتد من إسبانيا إلى جسر بيرنجيا. خلال أقصى ذروة جليدية الأخيرة، كان السهوب الماموث هي الكتلة الحيوية على نطاق واسع للأرض. امتدت من إسبانيا شرقًا عبر أوراسيا إلى كندا ومن الجزر القطبية جنوبًا إلى الصين. كان فيها مناخ بارد وجاف. كان يهيمن على الغطاء النباتي الأعشاب وشجيرات صفصاف، ، وكانت تحوي على حيوانات مثل البيسون، والخيول، والماموث الصوفي. غطى هذا النظام البيئي مساحات واسعة من الجزء الشمالي من الكرة الأرضية، وازدهر لمدة 100000 عام تقريبًا دون حدوث تغييرات كبيرة، ثم أصبح فجأة ينقرض قبل حوالي 12000 عام.

## تسمية
في نهاية القرن التاسع عشر، اقترح ألفريد نيهرينج عام 1890  مع يان تشيرسكي (ايوان ديمينتجويتش تشيرسكي، 1891)  أنه خلال الفترة الجليدية الأخيرة كان جزء كبير من شمال أوروبا يحتوي من قبل حيوانات عاشبة كبيرة كان مناخ السهوب سائدا هناك. في عام 1982، صاغ العالم دال غوذر مصطلح «سهوب الماموث».

## أصل السهوب الماموث
امتدت الفترة الجليدية الأخيرة، والتي يشار إليها عادةً باسم «العصر البليستوسين»، من 126,000 – 11,700 ق.ح  وكانت آخر فترة جليدية في غمر الجليد الرباعي والتي حدثت خلال السنوات الأخيرة من عصر العصر البليستوسين. كانت هذه البيئة القطبية الشمالية شديدة البرودة والجفاف وربما تكون متربة، تشبه بيئات قمم الجبال، وكانت مختلفة تمامًا عن التندرا المستنقعية اليوم. وصلت إلى ذروتها خلال ذروة الجليدية الأخيرة، عندما بدأت الصفائح الجليدية تتقدم من 33000 سنة مضت وبلغت مواقعها القصوى 26500 سنة مضت. بدأة ذوبان الجليد في نصف الكرة الشمالي حوالي 19,000 سنة مضت، وفي القارة القطبية الجنوبية حوالي 14,500 سنة مضت، وهو ما يتفق مع الأدلة على أنه كان المصدر الرئيسي لارتفاع مفاجئ في مستوى سطح البحر في ذلك الوقت.
خلال ذروة الجليدية الأخيرة، امتدت سهول الماموث شاسعة من شبه الجزيرة الأيبيرية عبر أوراسيا وعبر جسر بيرينجا البري إلى ألاسكا ويوكون حيث توقف عن الأنتشار بسبب تجمد ويسكونسن. كان هذا الجسر البري موجودًا لأن الكثير من مياه الكوكب كانت محصورة في الجليد أكثر من الآن، وبالتالي كانت مستويات سطح البحر أقل. عندما بدأت مستويات سطح البحر في الارتفاع، غمر هذا الجسر حوالي 11000 سنة مضت.

## الكائنات الحية

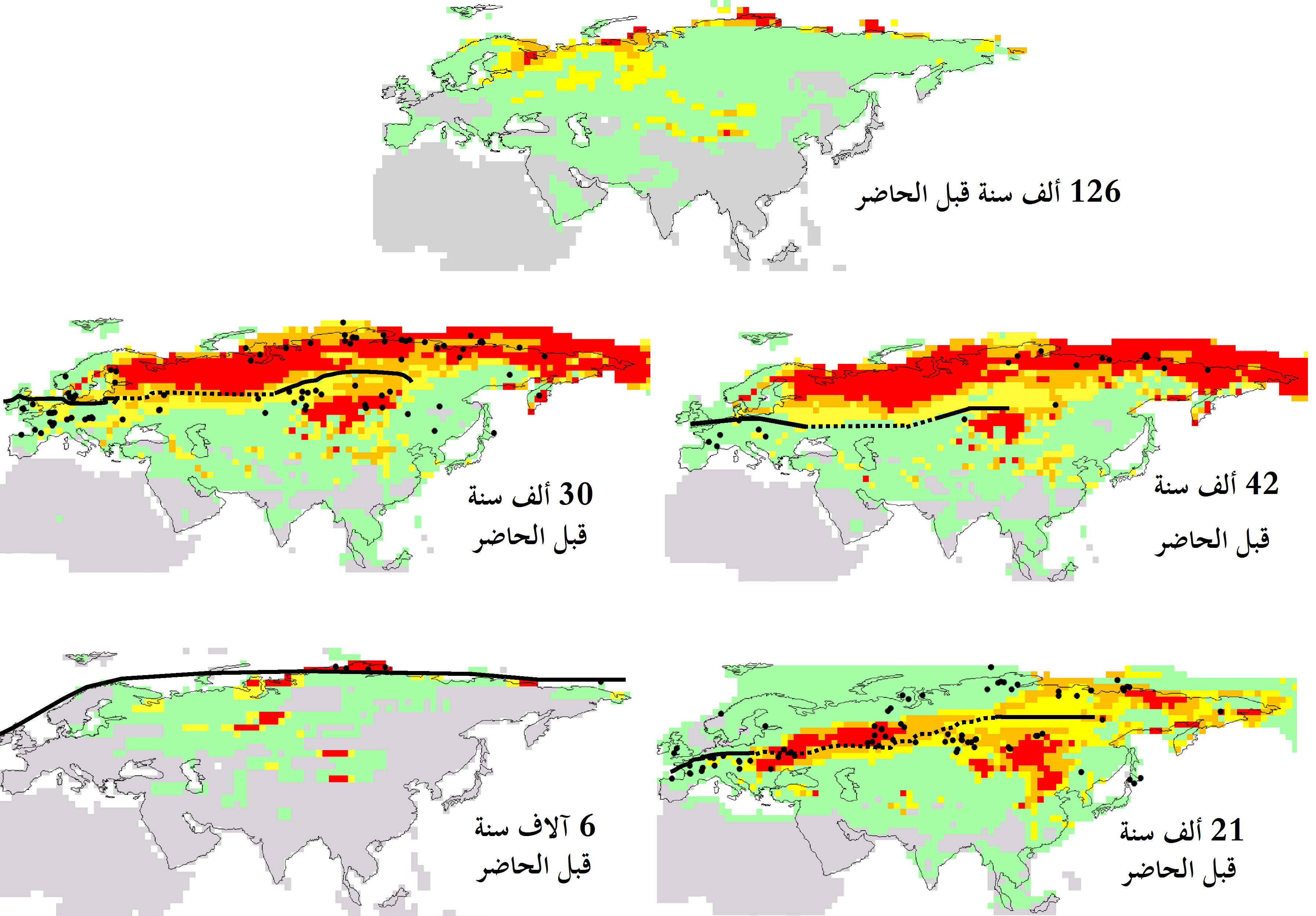
انتشار حيوان الماموث الصوفي في العصر البليستوسين المتأخر والهولوسين. يعني اللَّون الأحمر مكانًا مُناسبًا بينما يُشير الأخضر إلى مكان غير مُناسب، وأما الخُطوط السوداء فهي تُمثّل ننطاق وُجود الإنسان الحديث

كانت الكتلة الحيوانية والنباتية للسهوب الماموث مماثلة للسافانا الأفريقية اليوم. لا يوجد مقارنة بينهم.

### النباتات
تغيرت البيئة القديمة على مر الزمن،  واقتراح مدعوم من عينات روث الماموث الموجودة في شمال ياقوتيا. نجت أشجار نغت والقضبان والصنوبر في شمال سيبيريا، ولكن خلال الذروة الجليدية الأخيرة لم توجد سوى نباتات سهوب لا شجرية. في بداية العصر البليستوسين المتأخر (ما بين 15000 و 11000 ق.ح). افترض الباحثون سابقون ذات مرة أن السهوب الماموث غير مثمرة للغاية لأنهم افترضوا أن تربتها تحتوي على نسبة منخفضة جدًا من الكربون؛ ومع ذلك، تم الحفاظ على هذه التربة (yedoma) في التربة الصقيعية في سيبيريا وألاسكا وهي أكبر خزان للكربون العضوي المعروف. كانت بيئة مثمرة للغاية. كانت الأعشاب تهيمن على الغطاء النباتي والشجيرات الصفصاف. كانت الأعشاب أكثر انتشارًا مما هي عليه اليوم، وكانت مصدر الغذاء الرئيسي للحيوان آكل النبات.

### الحيوانات
كان يهيمن على السهوب الماموث في الكتلة الحيوية من قبل البيسون، والحصان، الماموث الصوفي، وكان مركزًا لتطور حيوانات صوفي البليستوسين. في جزيرة رانجل، تم العثور على بقايا الماموث الصوفي، ووحيد القرن الصوفي، والحصان، والبيسون، وثور المسك. لا تحتفظ بقايا الرنة والحيوانات الصغيرة، ولكن تم العثور على براز الرنة في الرواسب. في أكثر المناطق القاحلة في سهوب الماموث التي كانت في جنوب سيبيريا ومنغوليا، كانت وحيد القرن الصوفي شائعة  ولكن الماموث الصوفي كانت نادرة. تعيش الرنة في أقصى شمال منغوليا اليوم وتاريخيا عبرت حدودها الجنوبية عبر ألمانيا وعلى طول سهول أوروبا الشرقية،  مما يشير إلى أنها كانت تغطي غالبًا جزءًا من سهوب الماموث. نجت الماموث في شبه جزيرة التامير حتى الهولوسين. نجا عدد صغير من الماموث في جزيرة سانت بول، ألاسكا، حتى عام 3750  قبل الميلاد،  والحيوانات الضخمة الصغيرة في جزيرة رانجل استمرت حتى عام 1650   قبل الميلاد. نجا البيسون في ألاسكا ويوكون، والخيول وثيران المسك في شمال سيبيريا. اقترحت إحدى الدراسات أن تغير المناخ تسبب في انخفاض كبير في حجم الماموث، مما جعلها عرضة للصيد من البشر. على الأرجح أن تزامن هذين التأثيرين في الهولوسين يحدد المكان والزمان لانقراض الماموث الصوفي.

## انخفاض السهوب الماموث
كانت السهوب الماموث ذات مناخ بارد وجاف. خلال ذروة جليدية الأخيرة، امتدت غابات الأشجار والشجيرات شمالًا إلى سهول الماموث، عندما كانت سيبيريا الشمالية وألاسكا ويوكون (بيرينجيا) تشكل ملاذًا سهوبًا ضخمًا. عندما نمت الكوكب أكثر برودة مرة أخرى، وسعت الماموث السهوب. غطى هذا النظام البيئي مساحات واسعة من الجزء الشمالي من الكرة الأرضية، وازدهر لنحو 100000 عام دون تغييرات كبيرة، ثم انقرض فجأة قبل حوالي 12000 عام.

## انضر أيضا
- حيوانات البليستوسين الضخمة
- منتزه بليستوسين - مشروع لاستعادة جزء صغير من السهوب الماموث.
- حدث انقراض رباعي